# ميركو دورديفيك
ميركو دورديفيك (بالصربية: Мирко Ђорђевић)‏ هو صحفي وكاتب صربي، ولد في 29 نوفمبر 1938 في Brod (Crna Trava) ‏ في صربيا، وتوفي في 18 أبريل 2014.